# Fundación Cardiovascular de Colombia
La Fundación Cardiovascular de Colombia (FCV), en Bucaramanga, Santander, es uno de los complejos médicos más importantes del país y uno de los más destacados de Latinoamérica. Sus dos grandes pilares son el Instituto Cardiovascular de Colombia (ICV), primera IPS de la institución, y el Hospital Internacional de Colombia (HIC), inaugurado en el 2016.
Ambos hospitales están acreditados por la Joint Commission International (JCI), sello que avala altos estándares de calidad certificada. El Instituto Cardiovascular de Colombia tiene el prestigio de ser la primera institución colombiana en recibir este reconocimiento (año 2009).
El complejo médico es reconocido como el sexto mejor hospital de América Latina, según la revista AméricaEconomía, por ser un referente en el implante de corazones artificiales y por contar con procesos que permiten brindar seguridad y dignidad a los pacientes para que vivan la mejor experiencia en atención.
La FCV brinda hoy diagnósticos y tratamientos en campos como neurología, cardiología, salud digestiva, neumología, ortopedia, nefrología y urología. Además cuenta con uno de los centros más modernos para la atención integral del cáncer.

## Historia

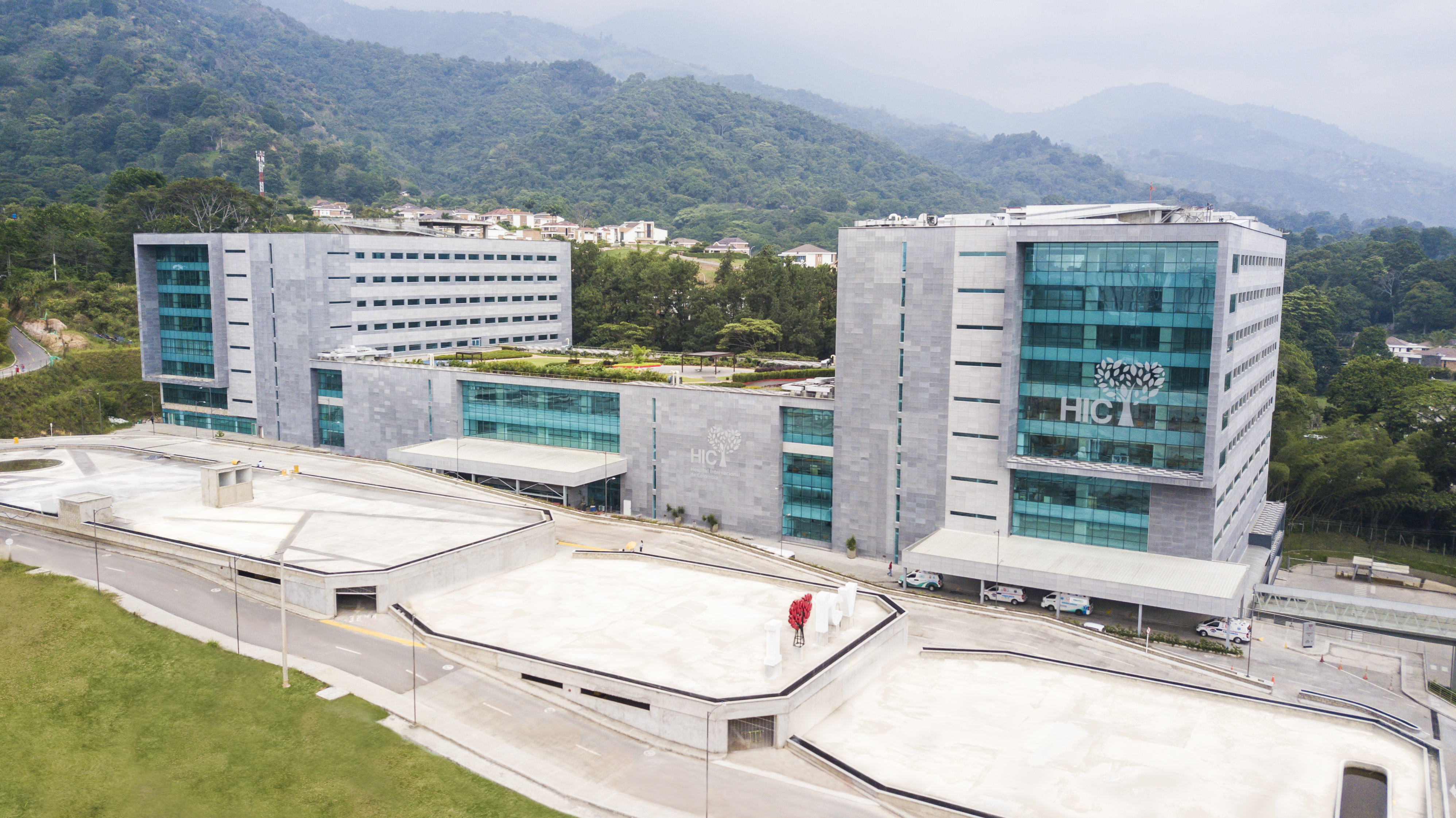
Hospital Internacional de Colombia.

Los inicios de la FCV están fuertemente relacionados con el programa Corazón a Corazón, impulsado en 1981 por los médicos Franklin Quirós y Víctor Raúl Castillo Mantilla, actual presidente de la institución.
Con el apoyo de la Fundación Variety Club International, organización que congrega personajes del mundo del espectáculo en torno a la infancia desvalida, comenzó este programa que tenía como objetivo en una primera etapa identificar a menores con problemas de corazón para enviarlos a centros médicos de EE. UU. para ser operados.
Un par de años después, misiones de médicos norteamericanos viajaban a Colombia para realizar las intervenciones quirúrgicas menos complejas en el país latinoamericano y remitir a EE. UU. los casos más delicados. En este proceso participaron profesionales de la salud que estaban en proceso de formación, como el caso del propio doctor Víctor Castillo.
Con el tiempo fue posible prescindir del personal estadounidense y abrir camino a especialistas colombianos. Esta situación sumada a la necesidad que tenía el país de disponer una infraestructura para el tratamiento y prevención de enfermedades cardiovasculares, llevó a la consolidación de la FCV en 1986.
Después de varios años de trabajo y cambios de sede, en 1997 se inauguró el Instituto Cardiovascular de Colombia, hospital de catorce pisos que fue dotado con la más alta tecnología.

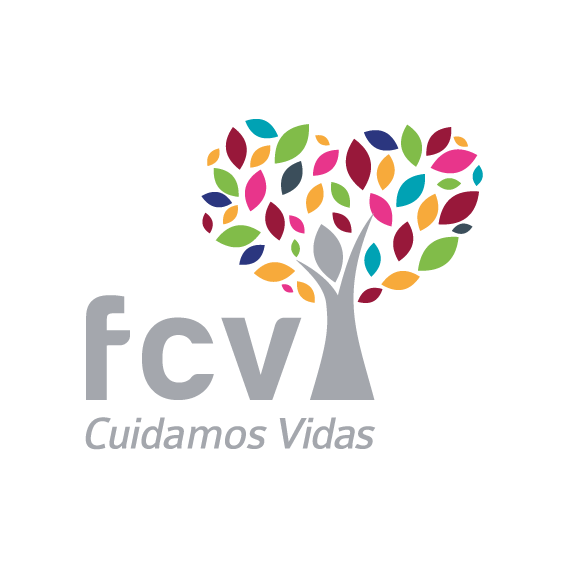
Logo de la Fundación Cardiovascular de Colombia.

Con el desarrollo de procesos médicos exitosos en pacientes nacionales e internacionales, y un aumento en la demanda de los servicios de salud, la FCV decide llevar a cabo su proyecto más ambicioso en términos de magnitud e impacto social para el país: la construcción del Hospital Internacional de Colombia, inaugurado en 2016.
Con ambos centros, el complejo médico de la FCV se consolidó como uno de los más completos y grandes (más de 16 hectáreas) de Latinoamérica.
Además de la apertura de Instituciones Prestadoras de Salud (IPS), con equipos avanzados y personal altamente capacitado, la FCV ha innovado con la creación de diferentes unidades de negocio autónomas que trabajan por el bienestar del ser humano.

## Estructura y servicios

#### Instituto Cardiovascular de Colombia (ICV)
- Trasplante de órganos (corazón, páncreas, riñón, hígado y pulmón).
- ECMO - Asistencia Ventricular.
- Hemodinamia (adultos y pediátrica).
- Falla Cardíaca (adultos y pediátrica).
- Cardiología de Congénitas y Edad Pediátrica.
- Cardiología adultos.
- Alto Riesgo Obstétrico.

#### Hospital Internacional de Colombia (HIC)
- Instituto Neurológico.
- Instituto de Cáncer.
- Instituto de Ortopedia y Traumatología.
- Instituto de Cuidado de la Mujer.
- Instituto de Pediatría.

#### Centros Especializados (ICV y HIC)
- Nefrología (ICV - HIC).
- Urología (HIC).
- Cuidado de la Salud Respiratoria (HIC).
- Cuidado de la Salud Digestiva (HIC).
- Cirugía plástica, reconstructiva y estética (HIC).
- Unidad de Quemados (HIC)
- Alivio de dolor y cuidado paliativo (ICV - HIC).
- Medicina Integrativa (HIC).

## Hitos médicos
Al contar con más de 60 especialidades enfocadas en el mejoramiento de la calidad de la vida humana, la FCV ha logrado varios hitos reconocidos por la comunidad científica.
- Realización de la primera cirugía de implantación del corazón artificial Heart Mate II en Suramérica (2014).[5]

- Implante del primer dispositivo HeartMate III en Latinoamérica (2017).[6]

- Un Milagro de vida después de la Muerte: Gestante con Muerte cerebral mantenida artificialmente con vida para salvar a su hijo (2017).[7]

- Implante de la primera prótesis antialérgica de rodilla en Colombia (2018).[8]

- Realización de la primera cirugía de implantación del corazón artificial a menor de edad con 1 solo pulmón (2018).[9]